# Kindleinwiegen

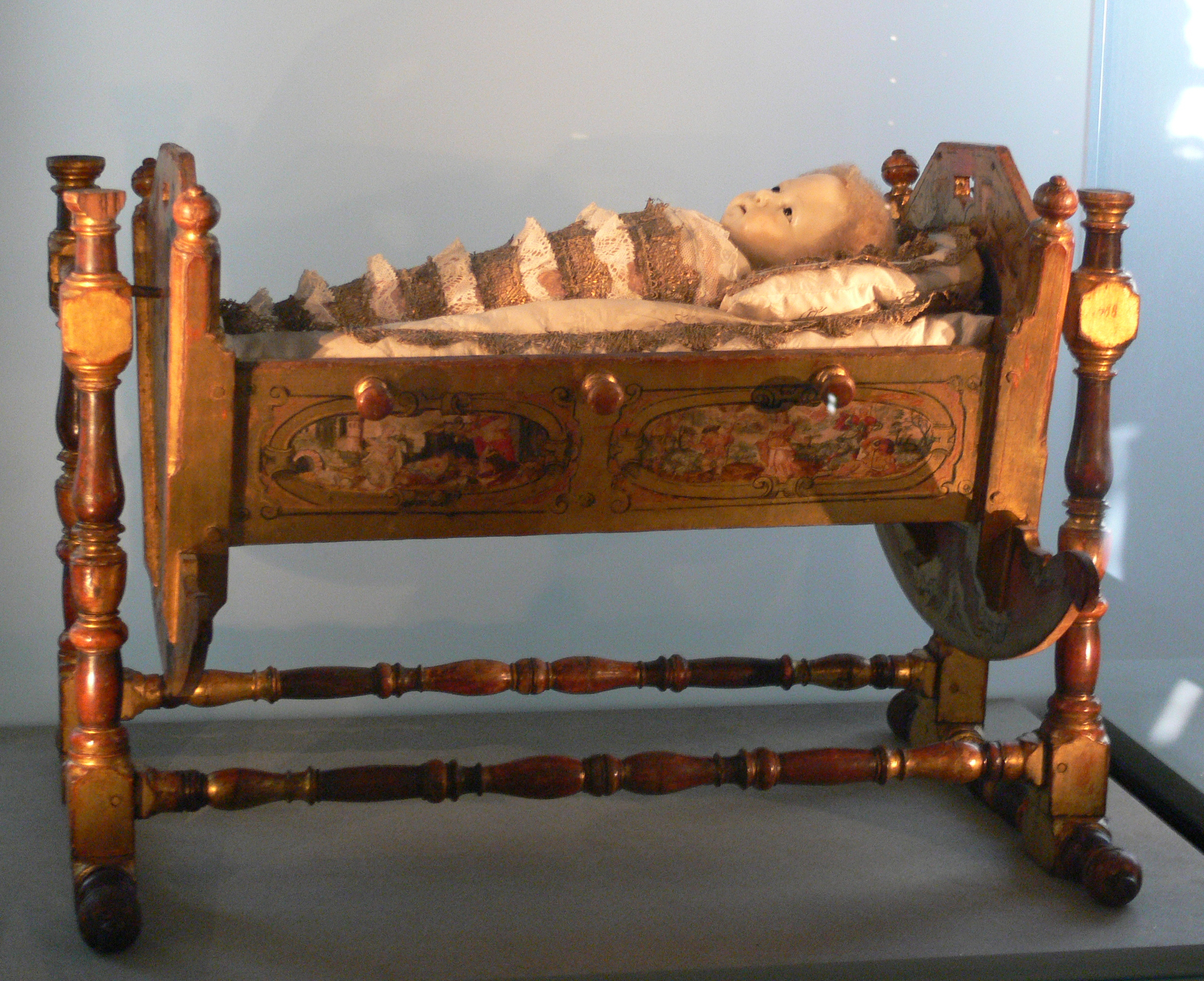
Christkindlwiege aus Süddeutschland, 1585

Das Kindleinwiegen, auch Christkindlwiegen oder Kindelwiegen ist ein Weihnachtsbrauch, der auf das liturgische Spiel des Mittelalters zurückgeht und in verschiedener Form in Klöstern, Kirchen oder im privaten Kreis gepflegt wurde. 

## Geschichte
Das erste Zeugnis einer Kindelwiegenfeier findet sich in der Schrift De investigatione Antichristi, die der Propst des oberösterreichischen Augustiner Chorherrenstiftes Reichersberg, Gerhoch von Reichersberg, verfasste. Nach seiner Schilderung war der Aufführungsort eine Klosterkirche, die Akteure Mönche oder Kleriker. Die Kindelwiegenfeier bestand in einer Reihe von Gesängen – aus dem Stundengebet und liturgisch nicht festgelegte Cantionen –, die durch einzelne Aktionen dramatisch angereichert wurden.
Bis ins 20. Jahrhundert findet sich der Brauch in vielen Variationen, unterschiedlich nach dem Aufführungsort – Dom, kleine Kirche, Kloster … – den Ausführenden, und wohl auch den Erwartungen des Publikums. Als Requisiten dienten künstlerisch gestaltete Wiegen mit einer Christkindpuppe. Kinder wiegten in der Kirche eine in einer Wiege liegende Figur des Jesuskindes aus Holz oder Wachs. Überliefert ist auch, dass Mädchen in einer Reihe sitzend an langen Seidenbändern das Christkindlwiegen praktizierten, wobei jede eine eigene Wiege mit einem Kind aus Wachs mitbrachte und beim Wiegen alte Wiegenlieder gesungen wurden. So ist beispielsweise das Lied Joseph, lieber Joseph mein mit diesem Brauch verknüpft. Im 16. Jahrhundert berichtete Thomas Naogeorg  von Mädchen und Jungen, die vor einem auf den Altar gelegten hölzernen Christkind tanzten, die Erwachsenen klatschten dazu. Auch war es üblich, dass die Christkindfigur in der Kirche durch die Bankreihen weitergegeben wurde.
Die Christkindlwiegen sind Vorläufer der Weihnachtskrippen. Die ältesten isolierten Christkindlwiegen – das heißt ohne Maria und Joseph – stammen aus der Zeit um 1300.
Genau 850 Jahre nach der ersten Erwähnung – am 7. Jänner 2012 – hat der Wiener Experte für mittelalterliche Musik Eberhard Kummer den Brauch wiederaufleben lassen. Zwei Ministrantinnen schaukelten das „Christkind“ in einer Wiege, dazu wurde ein historischer Schreittanz aufgeführt. Schauplatz war die kleine romanische Kirche St. Gertrud in Klosterneuburg. Dort fand die Kindelwiegenfeier auch im Januar 2013 und 2014 statt.